# 卢齐
卢齐（義大利語：Luzzi），是意大利科森扎省的一个市镇。总面积77平方公里，人口10051人，人口密度130.5人/平方公里（2009年）。ISTAT代码为078070。